# حاجی‌مجاهدیورت
حاجی‌مجاهدیورت (به لاتین: Adzhimazhagatyurt) یک منطقهٔ مسکونی در روسیه است که در خاساویورت واقع شده‌است.